# Беш-Аральский государственный заповедник
Беш-Аральский государственный заповедник (кирг. Беш-арал мамлекеттик коругу) образован в 1979 году для охраны уникального животного и растительного мира территории, расположенной в западной части Чаткальской долины, на территории Джалал-Абадской области Кыргызстана. Площадь заповедника составляет 112 018 гектаров.
С севера граница заповедника проходит по горному хребту Пскема, то есть от перевала Алям (1990,4 м), через горы Казан-Булак (3364,5 м), Ак-Таш (3461,4 м) и Чон-Таш (2238,2 м), с юго-востока граница проходит по реке Терс и государственной границе Республики Узбекистан, а южной точкой считается перевал Кара-Сай (3233,2 м), или начинается от реки Терс. С востока граница проходит через горы Чон-Таш по перевалам Беш-Арал (2007,4 м) Катта-Кумбель (2915,1 м) до реки Терс.
Заповедник состоит из четырех лесничеств Кен-Булунского (34447,0 га), Баркыракского (30661,7 га), Арабского (21639,3 га) и Сандалашского (254715,3 га).
В 2016 году Беш-Аральский государственный природный заповедник был включен в список всемирных наследий ЮНЕСКО.

## Флора
По разным оценкам в заповеднике произрастает от 700 до 1500 видов растений. Список сосудистых растений составляют 446 названия. В отношении основных типов растительности, произрастающих в заповеднике, нет общего мнения. По одной оценке выделяются следующие типы растительных сообществ: горные эфемеровые полупустыни, горные степи, шибляк (ксерофильная древесно-кустарниковая растительность), остепненные горные полусаванны, лиственные пойменные леса, горные хвойные леса, лугово-болотная растительность, нагорные ксерофиты, петрофильная растительность, криофильная растительность. По другой — арчовое редколесье, пойменная и тугайная растительность, крупнотравные полусаванны, субальпийские луга, и альпийские луга. В качестве ключевых растений для заповедника были предложены прангос Липского (Prangos lipskyi Korov.), пион гибридный или степной (Paeonia hybrida Pall.), майкараган тяньшанский (Calophaca tianschanica (B. Fedtsch) Gorbunova), аллохруза метельчатая, или колючелистник метельчатый (Allochrusa paniculata (Regel) Ovcz. & Czuk.), унгерния Северцова (Ungernia sewerzowii (Regel) B. Fedtsch.), ревень Максимовича (Rheum maximowiczii Losinsk.), ревень Виттрока (Rh. wittrockii Lundstr.), морина кокандская (Morina kokanica Regel), василёк туркестанский (Centaurea turkestanica Franch.), аронник Королькова (Arum korolkowii Regel), корольковия (Korolkowia sewerzowii Regel).

## Фауна
На территории заповедника обитают 46 видов млекопитающих, включая следующие ключевые и индикаторные виды: кабан, козерог, заяц-песчаник, лисица, волк, тяньшанский медведь, туркестанская рысь, барс, каменная куница, американская норка, среднеазиатская выдра, горностай, ласка, дикобраз и сурок Мензбира. По разным оценкам в заповеднике обитает от 98 до 150 видов птиц. Герпетофауна, обитает в основном в нижнем высотном поясе и состоит из 10 видов пресмыкающихся и земноводных, включая такие виды как степная агама, пустынный гологлаз, гологлаз алайский, разноцветная ящурка, ящурка Никольского (или киргизская ящурка), серый геккон, желтопузик, водяной уж, узорчатый полоз, Палласов щитомордник. Ихтиофауна заповедника насчитывает 12 видов, включая следующие виды обыкновенная маринка, голый осман, «сырдарьинский» голец, туркестанский сомик, таласский елец, туркестанский пескарь, чешуйчатый осман, голец Кушакевича, терский голец, гамбузия восточная, акклиматизант и чаткальский подкаменщик.